# Parco provinciale dei Monti Livornesi
Il parco provinciale dei Monti Livornesi è un'area naturale protetta istituita nel 1999 e si estende tra i comuni di Collesalvetti, Livorno e Rosignano Marittimo per un totale di 1.329 ettari nella provincia di Livorno, in Toscana.
Il parco, che si inserisce nel contesto delle Colline livornesi, è formato da ampie distese di foreste che interessano le zone di Valle Benedetta e Montenero, collegate tra loro e circondate dalle aree protette di Parrana San Martino, Poggio Corbolone, Monte Maggiore e della valle del Chioma; inoltre al parco è assegnata anche l'area distaccata dei Poggetti, nel comune di Rosignano Marittimo.

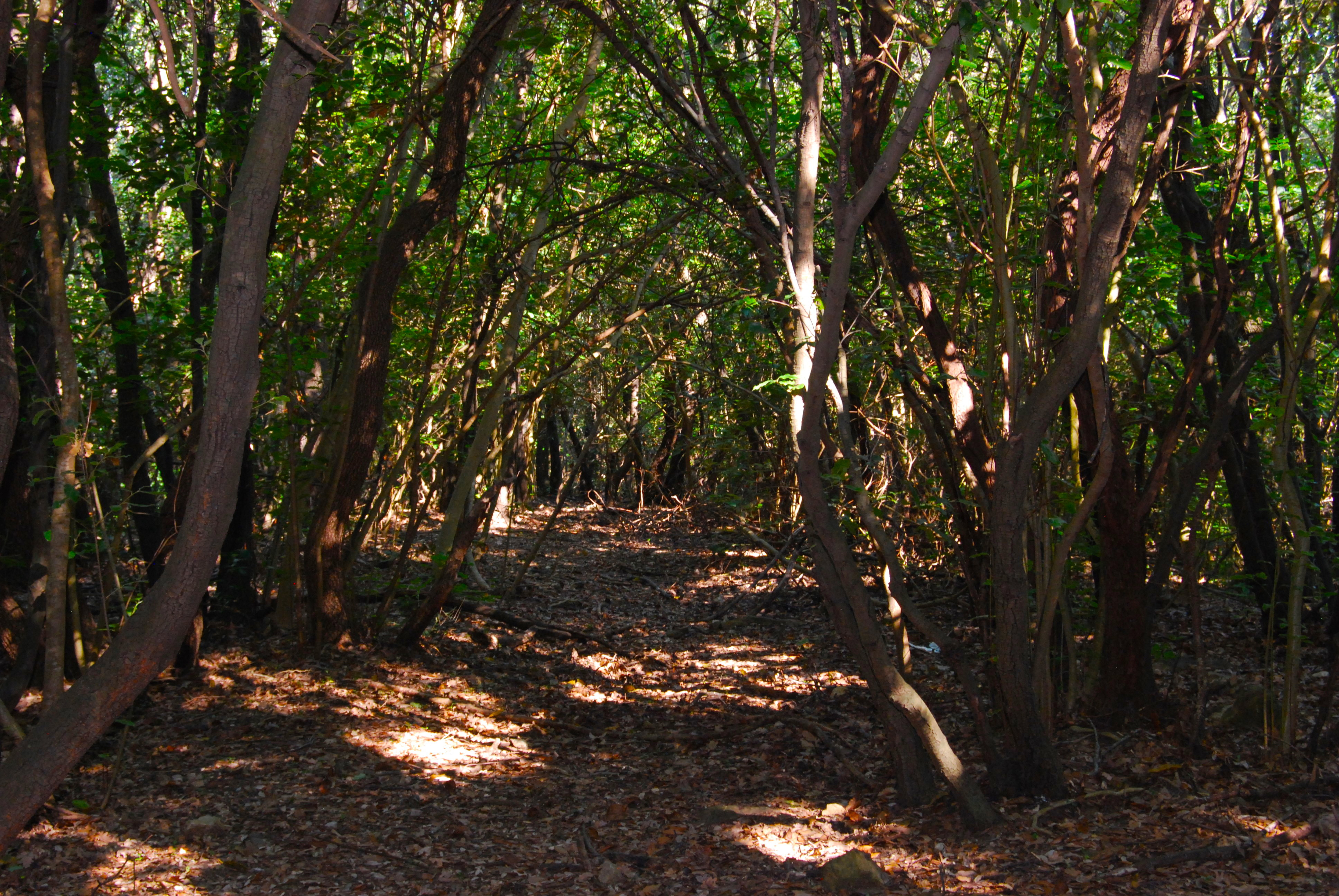
Parco Provinciale dei Monti Livornesi - sentiero Le Carrozzine